# Maisons-Laffitte
Maisons-Laffitte település Franciaországban, Yvelines megyében. Lakosainak száma 22 855 fő (2022. január 1.). Maisons-Laffitte Achères, Le Mesnil-le-Roi, Saint-Germain-en-Laye, Sartrouville, Cormeilles-en-Parisis és La Frette-sur-Seine községekkel határos.

## Népesség
A település népességének változása:
| Lakosok száma | 23 194 | 23 371 | 23 967 | 23 669 | 23 611 | 23 361 | 23 204 | 23 080 | 22 855 |
|               | 2013   | 2015   | 2016   | 2017   | 2018   | 2019   | 2020   | 2021   | 2022   |